# Reservationslohn
Reservationslohn ist ein Begriff der Mikroökonomie, abgeleitet vom englischen „reservation wage“, aber auch Anspruchslohn genannt. Er bezeichnet den Lohn für Arbeit, zu dem ein Arbeitnehmer gerade noch bereit ist, seine Arbeitskraft anzubieten. Liegt der Lohn unter dem Reservationslohn, so bietet das Individuum keine Arbeitskraft mehr an.

## Grundidee
Der Gedanke hinter dem Reservationslohn ist, dass Freizeit für den Arbeitnehmer ein ökonomisches Gut darstellt und der Arbeitnehmer eine Abwägung zwischen denjenigen Gütern, die er für den Lohn erwerben könnte, und der Freizeit, die er für die Lohnarbeit opfern muss, abwägt.
Bei einem Lohn in Höhe des Reservationslohns ist der Arbeitnehmer indifferent zwischen der Arbeitsaufnahme und der Freizeit. Eine Arbeitsaufnahme ist daher nur bei einem Lohnangebot größer/gleich dem Reservationslohn zu erwarten.
Der Reservationslohn ist als ein Sonderfall des Reservationspreises anzusehen.

## Marktlohnsatz und Reservationslohn
Die Entscheidung des Individuums, wie viel Arbeit es anbietet oder gar ob es Arbeit anbietet, wird mit folgendem Vergleich zwischen Marktlohnsatz {\displaystyle W} und Reservationslohn {\displaystyle W_{R}} verdeutlicht.
Der Marktlohnsatz ist hier exogen bestimmt und beinhaltet Schulbildung, Berufserfahrung und die regionale und berufliche Arbeitsmarktsituation; diese werden im Zeilenvektor {\displaystyle XM} zusammengefasst. Das Individuum wird mit {\displaystyle i} definiert und {\displaystyle \beta } ist der Spaltenvektor, der den Koeffizienten des Einflusses der einzelnen {\displaystyle XM} auf {\displaystyle W} widerspiegelt. Folglich kann der Marktlohnsatz {\displaystyle W_{i}} so benannt werden:
{\displaystyle W_{i}=XM_{i}\cdot \beta }
Es wird unterstellt, dass das Individuum seine Zeit nutzen maximal verteilt. Es verkauft seine Zeit auf dem Arbeitsmarkt oder konsumiert sie selbst als Freizeit, Hausarbeit, Kindererziehung oder Bildung.
Somit ordnet das Individuum jeder dieser beiden Zeitverteilungen einen bestimmten Wert zu, für die Zeit auf der Arbeit ist das der Marktlohnsatz {\displaystyle W} und für die Nicht-Arbeitszeit sind das die Opportunitätskosten der Arbeit, d. h. ist der Wert aus dem Nutzen dieser Zeit, z. B. der Freizeit.
Das Individuum vergleicht nun den Wert einer Arbeitsstunde mit dem Wert einer Nicht-Arbeitsstunde und entscheidet, ob es überhaupt arbeitet oder eine Stunde mehr arbeitet, dies wird es nur tun, wenn der Marktlohnsatz höher ist als der Wert der Nicht-Arbeitszeit.
Folglich ist der Reservationslohn nun ab der Höhe des Wertes der Nicht-Arbeitszeit, ab da es sich nicht lohnt mehr bzw. überhaupt arbeiten zu gehen, d. h. ab welcher Lohnhöhe bietet das Individuum seine Arbeit an und verzichtet somit auf seine Freizeit.
So lässt sich analog zum Marktlohnsatz der Reservationslohn wie folgt benennen:
{\displaystyle W_{i}^{R}=XR_{i}\cdot \beta ^{R}}
Die Bedingung, dass das Individuum nun Arbeit anbietet, ist nun:
{\displaystyle W_{i}>W_{i}^{R}}
Oder es werden noch die individuell Arbeitsstunden mit {\displaystyle H_{i}} definiert, dann ergibt sich folgende Entscheidungssituation:
- {\displaystyle H_{i}=0} für {\displaystyle W_{i}\leq W_{i}^{R}}, d. h. das Individuum bietet keine Arbeitsstunde an, wenn der Marktlohnsatz kleiner oder auch gleich dem Reservationslohnsatz entspricht.

- {\displaystyle H_{i}>0} für {\displaystyle W_{i}>W_{i}^{R}}, d. h. das Individuum stellt seine Zeit für Arbeit zur Verfügung, wenn der Marktlohnsatz größer ist als der Reservationslohn.

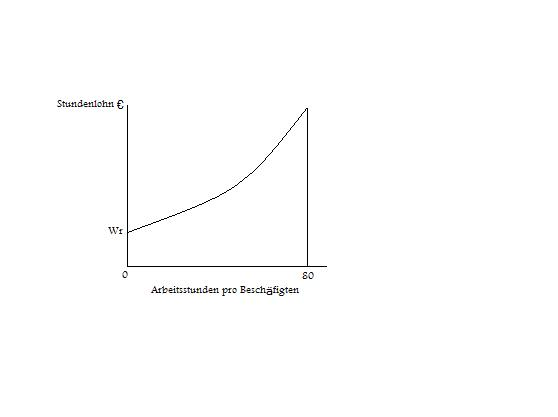
Die Entscheidung über einer Erwerbsbeteiligung

Der Graph im rechten Bild zeigt, wie sich der Stundenlohn mit den Arbeitsstunden einer Arbeitskraft verändert. Die Arbeitskraft fängt erst bei dem Reservationslohn überhaupt zu arbeiten an und bei der 80. Arbeitsstunde steigt der Stundenlohn enorm, was so viel heißt, dass es der Arbeitskraft egal ist, wie viel sie für eine weitere Stunde an Lohn bekommen würde; sie stellt die Arbeit ab der 80. Stunde ein.

## Reservationslohn und Arbeitslosigkeit
Eine Steigerung der Sicherheit vor Arbeitslosigkeit (bessere Arbeitslosenversicherung; das Risiko der Arbeitslosigkeit sinkt) erhöht den Reservationslohn, also den Mindestlohn für den ein Arbeitnehmer bereit wäre zu arbeiten. Steigt das Risiko der Arbeitslosigkeit (ALG wird gesenkt), dann ist der Arbeitnehmer mehr und mehr bereit für weniger Lohn zu arbeiten, weil die beste Alternative, das niedrigere Arbeitslosengeld, unattraktiver wird.
Bei älteren Arbeitssuchenden fällt der Reservationslohn mit zunehmender Suchdauer, weil die Arbeitsplatz anbietenden Firmen immer weniger werden können, auch die Erwerbsphase wird immer kürzer und die Risikobereitschaft nimmt ab. Somit haben auch Langzeitarbeitslose einen niedrigeren Reservationslohn als andere Arbeitssuchende. Trotzdem finden diese schwerer Arbeit; das kann entweder an nachlassender Suchintensität liegen oder auch auf dem Verlust des Humankapitals beruhen.
Bis jetzt wurde nur der Arbeitssuchende betrachtet, nun wird der Blick auf den Arbeitgeber gerichtet.
Dieser hat zwei Kriterien für die Suche nach Arbeitnehmern:
- die Suche nach geeigneten Arbeitskräften
- das Auswahlverfahren zur Ermittlung der produktivsten Arbeitskräfte

Die Suchschritte sind auch hier, wie bei dem Arbeitssuchenden, durch Suchkosten begrenzt. Durch unbesetzte Stellen und der Auswahlverfahrensdauer fallen auch Opportunitätskosten in Form des entgangenen Gewinns an. Bei Arbeitssuchenden war es der Reservationslohn, bei Arbeitgeber ist es eine Mindestqualifikation die gefordert wird. Der Arbeitgeber bietet dann einen Arbeitsplatz einem Bewerber an wenn dessen Qualifikationen größer sind als die geforderten Mindestqualifikationen.

### Beispiel
Das Unternehmen "Mineralwasser GmbH" braucht zur Gewinnung von Mineralwasser eine Person für das Pumphäuschen. Es melden sich für diese Stelle 2 Bewerber: Olli und Lutz. Olli, sehr qualifizierter Mann würde für 20 €/Stunde arbeiten, unter diesem Betrag würde er sich nur seinen Hobby widmen. Lutz ist ein inkompetenter Typ, er würde für ab 4 €/Stunde arbeiten.
Folglich ist der Reservationslohn bei Olli 20 €/Stunde und bei Lutz 4 €/Stunde, ist der Anfang ihrer individuellen Arbeitsangebotskurve.
Was soll die Unternehmung bezahlen?
Bei Kostenminimierung würde die GmbH 4 €/Stunde festlegen und Lutz einstellen, da Olli für den Lohn nicht zur Verfügung steht.
Wenn die GmbH aber nun um die hohe Qualifikation eines bei beiden Bewerber weiß, ohne diese einer bei beiden Männer zuordnen zu können. Die GmbH können nun einen Lohnsatz von 20 €/Stunde anbieten und es würden sich Olli und Lutz bewerben, die GmbH hat nun bei einer Zufallsauswahl eine Chance von 50 % den Qualifizierteren zu bekommen. Bei einem niedrigeren Lohnsatz würde die GmbH mit 100 % den Unfähigen bekommen.
Dieses Beispiel zeigt, dass bei einem Überangebot an Bewerbern eine Firma versucht ist, ihren Lohnsatz zu senken; damit signalisiert sie aber eine negative Qualitätsänderung der Arbeitskräfte bzw. Bewerber.
Nachteilig ist außerdem, dass ein lückenhafter Informationsfluss über Produktivität und Reservationslohn der Arbeitskraft besteht. Eine Firma kennt nur die Verteilung der Produktivität; sie weiß, dass der Reservationslohn positiv mit der Leistungsfähigkeit des einzelnen Bewerbers variiert.

## Belege
1. 1 2 3  [Franz "Arbeitsmarktökonomie" 5. Auflage, Springer Verlag 2003]
2. ↑  [Franz "Arbeitsmarktökonomie" 5. Auflage, Springer Verlag 2003]
3. 1 2  [Schmidt "Betriebsgröße, Beschäftigtenentwicklung und Entlohnung" 1. Auflage, Campus Verlag 1995]
4. 1 2  [Mankiw "Grundzüge der Volkswirtschaftslehre" 2. Auflage, Schäffer-Poeschel Verlag Stuttgart 2001]